# Gregg Berhalter
Gregg Matthew Berhalter (Englewood (New Jersey), 1 augustus 1973) is een voormalig Amerikaanse voetballer en huidig voetbaltrainer. Door zijn Ierse voorouders bezit hij ook die nationaliteit.
Berhalter speelde gedurende zijn spelerscarrière in de verdediging. Hij speelde van 1995 tot en met 2006 ook in het voetbalelftal van de Verenigde Staten.

## Carrière

### Voetballer

#### College
Berhalter groeide op in Tenafly in New Jersey en zat samen met Claudio Reyna op de Saint Benedict's Preparatory School in Newark. Hij speelde college voetbal voor de Universiteit van North Carolina van 1991 tot en met 1994. Hier begon zijn sportieve loopbaan als voetballer en was hij twee jaar lang teamgenoot van Eddie Pope. Buiten het seizoen om speelde hij in 1993 bij Raleigh Flyers.

#### Professioneel
In de zomer van 1994 was hij drie weken op proef bij het Duitse Schalke 04 en verhuisde hij naar Nederland om te gaan spelen bij FC Zwolle. Later speelde Berhalter nog voor Sparta Rotterdam en Cambuur. In de jaren bij Cambuur was hij mateloos populair onder de supporter en werd hij hartstochtelijk aangemoedigd onder de yell U-S-A!!. Bij die club speelde hij zich ook in de kijker voor het Amerikaans voetbalelftal.
Na zes seizoen in Nederland maakte Berhalter de overstap naar Engeland, waar hij voor Crystal Palace ging spelen. In 2000 tekende Berhalter een contract bij het Duitse Energie Cottbus in de Bundesliga. In vier seizoenen kwam hij tot 111 competitiewedstrijden en was hij aanvoerder van het team toen ze terug promoveerde naar de Bundesliga. In 2006 maakte hij een transfer naar 1860 München, wat destijds uitkwam op het tweede niveau. Hier bleef hij twee en een half jaar actief en kwam tot 73 competitiewedstrijden.
Na vijftien jaar in Europa keerde Berhalter in april 2009 terug naar de Verenigde Staten. Hier tekende hij een contract met de Major League Soccer, wat hem onderbracht bij LA Galaxy. Bij Galaxy speelde hij onder andere samen met Landon Donovan en David Beckham en was Bruce Arena de hoofdtrainer. Op 12 oktober 2011 kondigde Berhalter het einde van zijn spelersloopbaan aan.

#### Internationaal
Berhalter debuteerde op 15 augustus 1994 voor het Amerikaans voetbalelftal in een vriendschappelijke wedstrijd tegen Saoedi-Arabië. Hij maakte deel uit van de Amerikaanse selecties op de Copa América 1995 (vierde), de CONCACAF Gold Cup 1998 (tweede), de FIFA Confederations Cup 1999 (derde), de FIFA Confederations Cup 2003 en het wereldkampioenschap voetbal 2002 en 2006. Hij speelde tot in 2006 in totaal 44 interlands.

### Voetbaltrainer

#### Hammarby
Na een seizoen als assistent-trainer van Bruce Arena bij LA Galaxy werd Berhalter aangesteld als hoofdtrainer van het Zweedse Hammarby. Hier bleef hij tot 24 juli 2013, toen hij werd ontslagen wegens een gebrek aan aanvallend voetbal. Destijds stond Hammarby achtste op de ranglijst op het tweede niveau in Zweden.

#### Columbus Crew
Op 6 november 2013 werd Berhalter aangesteld als sportief directeur en hoofdtrainer van de Columbus Crew. Onder Berhalter kwalificeerde de club zich in 2014, 2015, 2017 en 2018 voor de play-offs van de MLS Cup. In 2015 bereikten ze zelfs de finale, maar deze ging met 2-1 verloren van de Portland Timbers.

#### Verenigde Staten
In december 2018 werd Berhalter benoemd tot bondscoach van het Amerikaans voetbalelftal. Op 27 januari 2019 behaalde de ploeg de eerste overwinning, met Berhalter als eindverantwoordelijke, toen Panama werd verslagen. Met de Amerikaanse ploeg won Berhalter in 2021 de CONCACAF Gold Cup. Ook plaatste het team zich voor het Wereldkampioenschap voetbal 2022 in Qatar. Hier eindigde het tweede in de poule achter Engeland en kwalificeerde zich daardoor voor de knock-outfase. Hierin was het Nederlands elftal van Louis van Gaal met 3-1 te sterk. Na het wereldkampioenschap voetbal eindigde zijn contract bij de nationale voetbalbond.
Enkele maanden na zijn vertrek bij de nationale ploeg keerde Berhalter terug als bondscoach. In de tussentijd waren achtereenvolgens Anthony Hudson en B. J. Callaghan interim-bondscoach.

## Statistieken
| Seizoen | Club               | Land             | Competitie          | Wed. | Goals |
| ------- | ------------------ | ---------------- | ------------------- | ---- | ----- |
| 1993    | Raleigh Flyers     | Verenigde Staten | APSL                | -    | -     |
| 1994/95 | FC Zwolle          | Nederland        | Eerste divisie      | 23   | 1     |
| 1995/96 | FC Zwolle          | Nederland        | Eerste divisie      | 14   | 1     |
| 1996/97 | Sparta Rotterdam   | Nederland        | Eredivisie          | 8    | 0     |
| 1997/98 | Sparta Rotterdam   | Nederland        | Eredivisie          | 2    | 0     |
| 1998/99 | Cambuur Leeuwarden | Nederland        | Eredivisie          | 28   | 2     |
| 1999/00 | Cambuur Leeuwarden | Nederland        | Eredivisie          | 28   | 0     |
| 2000/01 | Crystal Palace     | Engeland         | First Division      | 5    | 0     |
| 2001/02 | Crystal Palace     | Engeland         | First Division      | 14   | 1     |
| 2002/03 | Energie Cottbus    | Duitsland        | Bundesliga          | 23   | 0     |
| 2003/04 | Energie Cottbus    | Duitsland        | 2. Bundesliga       | 31   | 6     |
| 2004/05 | Energie Cottbus    | Duitsland        | 2. Bundesliga       | 26   | 1     |
| 2005/06 | Energie Cottbus    | Duitsland        | 2. Bundesliga       | 31   | 3     |
| 2006/07 | 1860 München       | Duitsland        | 2. Bundesliga       | 29   | 3     |
| 2007/08 | 1860 München       | Duitsland        | 2. Bundesliga       | 26   | 5     |
| 2008/09 | 1860 München       | Duitsland        | 2. Bundesliga       | 18   | 0     |
| 2009    | Los Angeles Galaxy | Verenigde Staten | Major League Soccer | 26   | 1     |
| 2010    | Los Angeles Galaxy | Verenigde Staten | Major League Soccer | 16   | 0     |
| 2011    | Los Angeles Galaxy | Verenigde Staten | Major League Soccer | 10   | 0     |
| Totaal  | Totaal             | Totaal           | Totaal              | 358  | 24    |

## Erelijst

### Als speler
Los Angeles Galaxy
- MLS Cup: 2011
- MLS Supporters' Shield: 2010, 2011
- MLS Western Conference Championship: 2009, 2011

### Als trainer
Verenigde Staten
- CONCACAF Nations League: 2019/20, 2023/24
- CONCACAF Gold Cup: 2021